# Ugo Attico Fioretti
Ugo Attico Ulisse Fioretti (Villa Santo Stefano, 11 aprile 1873 – Addis Abeba, 14 marzo 1940) è stato un funzionario e politico italiano.
Entrato nell'amministrazione dello Stato nel 1893, è stato consigliere della Corte dei conti e dal 1937 alla scomparsa ha lavorato al distaccamento della corte nell'Africa Orientale Italiana, successivamente "Sezione giurisdizionale della corte dei conti in Addis Abeba".